# Championnat de Suisse féminin de football 2013-2014
Navigation
Édition précédente Édition suivante
Le Championnat de Suisse de football féminin 2013-2014 est la 44e édition de la Ligue nationale A (LNA), opposant les dix meilleurs clubs de football féminin en Suisse.
Le format de la compétition se déroule en deux temps. Durant la saison régulière, 10 équipes se rencontrent en match aller et retour. Les 8 premiers font un tour final en divisant les points par deux. Les deux derniers jouent les barrages avec les deux premiers de LNB.

## Clubs participants
- FC Zürich Frauen
- Grasshopper
- BSC Young Boys
- FC Yverdon Féminin
- SC Kriens
- FC Neunkirch (promue)
- FC Staad
- SC Schwyz
- FC Bâle
- FC Saint-Gall

## Classement

### Saison régulière
| Rang | Équipe         | Pts | J  | G  | N | P  | Bp | Bc | Diff |
| ---- | -------------- | --- | -- | -- | - | -- | -- | -- | ---- |
| 1    | FC ZurichT     | 49  | 18 | 16 | 1 | 1  | 73 | 11 | +62  |
| 2    | SC Kriens      | 47  | 18 | 15 | 2 | 1  | 60 | 15 | +45  |
| 3    | FC Bâle        | 38  | 18 | 12 | 2 | 4  | 45 | 22 | +23  |
| 4    | FC NeunkirchP  | 25  | 18 | 7  | 4 | 7  | 29 | 31 | -2   |
| 5    | FC Yverdon     | 24  | 18 | 7  | 3 | 8  | 28 | 38 | -10  |
| 6    | BSC Young Boys | 20  | 18 | 6  | 2 | 10 | 29 | 44 | -15  |
| 7    | FC Staad       | 18  | 18 | 5  | 3 | 10 | 24 | 47 | -23  |
| 8    | FC Saint-Gall  | 15  | 18 | 4  | 3 | 11 | 26 | 47 | -21  |
| 9    | Grasshopper    | 13  | 18 | 4  | 1 | 13 | 30 | 48 | -18  |
| 10   | SC Schwyz      | 9   | 18 | 2  | 3 | 13 | 12 | 53 | -41  |

Légende
- Qualifiés pour le tour final
- Qualifiés pour les barrages maintien-relégation

Abréviations
T : Tenant du titre

P : Promu

### Tour final
Les clubs emportent la moitié des points acquis au premier tour.
| Rang | Équipe         | Pts | J | G | N | P | Bp | Bc | Diff |
| ---- | -------------- | --- | - | - | - | - | -- | -- | ---- |
| 1    | FC ZurichT     | 46  | 7 | 7 | 0 | 0 | 39 | 4  | +35  |
| 2    | SC Kriens      | 40  | 7 | 5 | 1 | 1 | 23 | 9  | +14  |
| 3    | FC Bâle        | 27  | 7 | 2 | 2 | 3 | 14 | 10 | +4   |
| 4    | FC Neunkirch P | 25  | 7 | 4 | 0 | 3 | 19 | 15 | +4   |
| 5    | Yverdon        | 19  | 7 | 2 | 1 | 4 | 17 | 23 | -6   |
| 6    | Young Boys     | 17  | 7 | 2 | 1 | 4 | 13 | 19 | -6   |
| 7    | FC Staad       | 16  | 7 | 2 | 1 | 4 | 11 | 22 | -11  |
| 8    | FC Saint-Gall  | 11  | 7 | 1 | 0 | 6 | 7  | 37 | -30  |

Légende
- Qualifié pour la  Ligue des champions féminine de l'UEFA 2014-2015

Abréviations
T : Tenant du titre

P : Promu

#### Barrage promotion relégation
| Rang | Équipe             | Pts | J | G | N | P | Bp | Bc | Diff |
| ---- | ------------------ | --- | - | - | - | - | -- | -- | ---- |
| 1    | Grasshopper        | 13  | 6 | 4 | 1 | 1 | 15 | 8  | +7   |
| 2    | FC Rapperswil-Jona | 12  | 6 | 4 | 0 | 2 | 18 | 14 | +4   |
| 3    | FC Rapid Lugano    | 10  | 6 | 3 | 1 | 2 | 14 | 8  | +6   |
| 4    | SC Schwyz          | 0   | 6 | 0 | 0 | 6 | 6  | 23 | -17  |

Légende
- Promu en LNA
- Relégué en LNB